# Liviu Constantin Bumbu

## Biografie
Sculptor, pictor bisericesc - născut 19.01.1977, Cășeiu, județul Cluj
Din 2011 Pictor bisericesc gradul II autorizat de către Comisia de Pictură Bisericească (Patriarhia Română). A studiat la Liceul de Arte Plastice Romulus Ladea, Cluj-Napoca, secția ceramică, urmand apoi Universitatea de Artă și Design Cluj-Napoca, Catedra Sculptură, clasa profesorului Aurel Cucu. Este membru titular al Uniunii Artiștilor Plastici din România, Filiala Cluj. Este coordonator al activității de pictură bisericească în numeroase biserici din întreaga țară.

## Expoziții personale/în grup în țară și străinătate
A participat la numeroase expoziții: "In Memoriam Holocaust", Cluj-Napoca; Workshop internațional ”Pax Danubiana”, Turnu Severin; Galeria "Tibor Erno" Oradea; "Salonul anual de Artă" - Cluj-Napoca; Tabara Națională de Sculptură Zeicani; Salonul Național de Sculptură "Brâncușiana" ediția a III-a, Târgu-Jiu; ani la rand a participat la Bienala Națională de Plastică Mică "Vârsta de bronz", Muzeul de Artă Cluj-Napoca; Expozitie internațională de grup, Galeria Nielsen, Danemarca; Salonul Artiștilor plastici dejeni, Galeria Frezia; Bienala de artă Contemporană ”Forma între referențialitate și maximă autonomie” ediția a IV-a, Arad; Expoziție personală, Castelul Corvinilor, Hunedoara; Bienala de artă contemporană ”Balkanica”, I-a editie, Veliko – Tarnovo, Bulgaria;  Atelier Plus: "Mielul", Librăria Grace’s Home, Cluj-Napoca; Atelier Plus: "Confesiuni", Casa Universitarilor, Cluj-Napoca; Salonul Național de Artă Plastică ”Atitudini Contemporane” ediția a VIII-a, Muzeul Național al Hărților și cărtii Vechi, Bucuresti; Bienala Internațională de Artă ”Perugiana.ro”, Perugia, Italia; Expoziția de artă plastică ”Valul Grecesc”, Muzeul Militar Național ”Regele Ferdinand I”, Bucuresti; Bienala Internațională de Artă ”Cartographic – the land of artistis”, Ruse, Bulgaria;  Expoziție de grup Atelier Plus "Vița de vie", Urania Palace, Cluj-Napoca; Expoziția ”Chipuri din veac in veci”, Muzeul Episcopiei Maramureșului și Sătmarului; Expoziție de artă contemporană Atelier Plus ”Archetypes”, Cambridge, Anglia; Expoziție Atelier Plus ”Înghițit de viață”, Arad; Bienala Albastră - Bienala Internațională de Arte Vizuale Brașov; Salonul Național de Plastică Mica, Brăila, ediția XXII, XXIII, XXIV; Bienala Națională de Artă “Camil Ressu”, ediția a II, Galați; Expoziția de artă, “Așezare, Semne și locuri străvechi în contemporaneitate, Facultatea de Teologie Ortodoxa, Cluj; Expoziția de pictură și sculptură “Adevărul Ascuns”, Emanuel Bumbu, Liviu Bumbu, Centrul Cultural “Iosif Marturisitorul” al episcopiei Maramureșului și Sătmarului din Singhetul Marmației; Anuala Artiștilor Plastici Dejeni, Muzeul Municipal Dej

## Simpozioane de sculptură
A participat la simpozioane la Baia Sprie – simpozion de sculptură în lemn; Techirghiol – simpozion de sculptură în piatră; Zeicani – simpozion de sculptură în lemn 

## Albume artă
”Între somn, vis și visare”, editura Eikon, 2013; ”Gesturi iconice”, editura Eikon, 2016